# 中遠海運港口
中遠海運港口有限公司（ちゅうえんかいうんこうこう-ゆうげんこうし、英文名称：COSCO SHIPPING Ports Limited、簡体字：中遠海運港口有限公司）は、中華人民共和国の中央企業の中国遠洋海運集団の子会社で、バミューダ諸島で設立登記され、香港特別行政区に外国会社支店として事業登記されている。
経営形態として持株会社制を採っており、子会社、合弁会社、関連会社を通じ、港湾運送業などの事業を行う。
香港系グローバルターミナルオペレーターのうちの1社であるが、中遠海運港口および招商局港口控股の2社の経営戦略は中華人民共和国政府の地政学的戦略、港湾政策、国有資産監督管理制度および金融監督管理制度の強い影響下にあり、他の香港系グローバルターミナルオペレーターと比べて異質である。

## 影響力を有する港湾
以下の一覧は、2016年財務報告書25頁から31頁および財務報告書関係会社一覧の情報に基づく。
- 中国本土
  - 環渤海・黄海北部：天津港、青島港、大連港、営口港、錦州港、秦皇島港
  - 長江デルタ：上海港、寧波-舟山港、南京港、連雲港、太倉港、張家港、揚州港
  - 東南沿岸：厦門港、泉州港
  - 珠江デルタ：深圳港（塩田港区）、広州港
  - 西南沿岸：欽州港
- 特別行政区、政治的特殊地域
  - 香港港、高雄港（台湾）
- 海外
  - 東南アジア：シンガポール港（シンガポール）
  - ペルシャ湾：アブダビ港（UAE）
  - 地中海：ダミエッタ港（エジプト）、ポートサイド（エジプト）、アンバルリ港（トルコ）、ピレウス港（ギリシャ）、計画・ヴァード・リーグレ港（イタリア）、計画・バレンシア港（スペイン）
  - 北海：ゼーブルッヘ港（ベルギー）、アントワープ港（ベルギー）、ロッテルダム港（オランダ）
  - 北米：シアトル港（アメリカ）
  - 北東アジア：プサン港（韓国）

## 沿革
以下の一覧は特記ない限り、中遠海運港口有限公司公式ウェブサイトの会社紹介の沿革のページから引用した。

### 90年代
- 1994年7月26日、「Florens Group Limited（現、中遠海運港口有限公司）」がバミューダ諸島に設立される[3]。
- 1994年10月19日、Florens Group Limitedが香港に登記される[3]。
- 1994年12月19日、Florens Group Limitedが香港証券取引所のメインボードに上場する[3]。上場時時価総額は29億香港ドルであった。当時の事業はコンテナリース業であった。
- 1995年、Florens Group Limitedは親会社の「中遠（香港）集団有限公司」から合弁会社「中遠-国際貨櫃箱碼頭(香港)有限公司（COSCO-HIT）」の権益の50%を取得した。COSCO-HITは香港港葵涌地区8号(東)コンテナターミナルの運営とサービスの提供を行う。当ターミナルは、Florens Groupがコンテナターミナルに投資した最初の案件であった。
- 1996年2月23日、Florens Group Limitedは「COSCO Pacific Limited（COSCO Pacific）」に改名した[3]。
- 1996年、COSCO Pacificはハンセン中型株指数構成銘柄となる。
- 1997年、COSCO Pacificは親会社の「中国遠洋運輸(集団)総公司」から、「上海集装箱碼頭有限公司」(10%)、「青島遠港国際集装箱碼頭有限公司」(50%)、「塩田国際集装箱碼頭有限公司」(5%)および「張家港永嘉集装箱碼頭有限公司」(51%)の計4社の権益を取得する。これによりCOSCO Pacificはコンテナリース事業に加えてコンテナターミナルの投資運営事業も主な事業となる。
- 1998年、COSCO Pacificはハンセン100指数構成銘柄となる。

### 2000年代
- 2000年、COSCO Pacificは合弁会社「上海浦東国際集装箱碼頭有限公司」の設立とその権益の20%を引き受けることに合意する。同社はCOSCO Pacificによって設立された最初の合弁会社である。
- 2001年、COSCO Pacificは「大連港集装箱股份有限公司」に出資し、8%の権益を取得する。
- 2003年、COSCO Pacificは関連会社「天津五洲国際集装箱碼頭有限公司」の設立に合意し署名する。COSCO Pacificは14%の権益を保有する。
- 2003年、COSCO Pacificと「PSA Co.,Ltd.」は合弁会社「COSCO-PSA Terminal Private Limited」の設立に合意する。COSCO Pacificは合弁会社の権益の49%を取得する。同社はシンガポール港のCOSCO-PSAターミナルを運営する。これはCOSCO Pacificが海外の埠頭会社に投資した最初の案件であった。
- 2003年、「青島港(集団)有限公司」とイギリス「P&O Ports」の合弁会社「青島前湾集装箱碼頭有限公司」に、COSCO PacificとA.P. モラー・マースクグループの「APM Terminals」が新たに参加する。COSCO Pacificは合弁会社の権益の20%を取得する。
- 2003年6月11日、COSCO Pacific Limitedは中国語名「中遠太平洋有限公司」を新たに登記する。
- 2003年、COSCO Pacificはハンセン指数構成銘柄となる。
- 2003年、COSCO Pacificが20%の権益を持つ「上海浦東国際集装箱碼頭有限公司」が正式に運用を開始した。
- 2004年、COSCO Pacificは親会社の「中国遠洋運輸（集団）総公司」から「中国国際海運集装箱(集団)股份有限公司」の16.23%の権益を取得する。
- 2004年、COSCO Pacificと「P&O Ports Euorpe NV」は、ベルギーアントワープ港の「Antwerp Gateway NV」の25%の権益をCOSCO Pacificが取得することに合意した。これは、COSCO Pacificの2番目の海外投資案件であった。
- 2004年、COSCO Pacificは親会社の「中国遠洋運輸（集団）総公司」から「営口集装箱碼頭有限公司」の50%の権益を取得する。
- 2004年、COSCO Pacificは「中国遠洋物流有限公司」の49%の権益を取得する。
- 2004年、「青島前湾集装箱碼頭有限公司」が運用を開始した。
- 2005年、COSCO Pacificはエジプトポートサイドの「Suez Canal Container Terminal S.A.E.」の 20%の権益を取得することに合意した。
- 2005年、COSCO Pacificは上海洋山港第二期コンテナターミナルの10%の権益を取得することに合意した。
- 2005年、COSCO Pacificは広州南沙港第二期コンテナターミナルの59%の権益を取得することに合意した。
- 2005年5月、COSCO Pacificは関連会社「南京港龍潭集装箱有限公司」の設立に合意し権益の20%を取得した。同社は同年8月に運営を開始した。
- 2005年7月8日、COSCO Pacificが権益の20%を所有する「大連港湾集装箱碼頭有限公司」が運用を開始する。
- 2005年9月28日、COSCO Pacificと「大連港集団有限公司」は、COSCO Pacificが大連大窯湾第二期コンテナターミナルの4つのバースを運用権を取得することに合意した。
- 2005年、COSCO Pacificが出資しているアントワープ港のコンテナターミナル「Antwerp Gateway」が運用を開始する。
- 2005年、COSCO Pacificの子会社「Florens Container Holdings Limited」がリース事業で運用する海上コンテナの数が100万箱に達する。
- 2005年、「中国遠洋控股股份有限公司」の完全子会社の「中遠(香港)集団有限公司」に加え、同じく完全子会社の「中遠太平洋投資控股有限公司」がCOSCO Pacificの直接の主要株主となった。
- 2006年、COSCO Pacificは「泉州港務集装箱股份有限公司」の権益の71.43%を取得し主要株主となる。同社は泉州港の4つの埠頭を管理運営する。
- 2006年、COSCO Pacificは合弁会社「寧波遠東碼頭有限公司」の設立に合意し、権益の20%を取得する。同合弁会社は寧波北侖港第四期および五期の5つのバースを管理運営する。
- 2006年、COSCO Pacificは合弁会社「天津港欧亜国際集装箱碼頭有限公司」の設立に合意し、権益の30%を取得する。同合弁会社は天津北港の3つのバースを管理運営する。
- 2006年、COSCO Pacificは合弁会社「上海浦東国際集装箱碼頭有限公司」の権益を10%増やし、30%とした。
- 2007年3月、COSCO Pacificが出資する「広州南沙海港集装箱碼頭有限公司（広州南沙港第二期）」の2つのバースが正式に運用を開始する。同年9月29日に残りの4つのバースが正式に運用を開始する。
- 2007年3月、COSCO Pacificが出資する「寧波遠東碼頭有限公司」が正式に運用を開始する。
- 2007年、COSCO Pacificは所有する「創興銀行」の20%の権益を売却した。
- 2007年、COSCO Pacificは「中遠碼頭（泉州晋江）有限公司」の権益の80%を取得し主要株主となる。同社は泉州晋江港のコンテナターミナル、バルク貨物用ターミナル、および一般貨物用埠頭に投資、建設、運営を行う。また港湾運輸および代理業務を行う。
- 2007年10月30日、COSCO Pacificはエジプトポートサイドの「Suez Canal Container Terminal S.A.E.」の権益20%の取得作業が完了する。
- 2007年、COSCO Pacificは「廈門遠海集装箱碼頭有限公司」の権益の71%を取得し主要株主となる。同社は廈門港海滄港区の4つのコンテナバースを管理運営する。
- 2007年、COSCO Pacificが出資する「青島前湾集装箱碼頭有限公司」は、合弁会社「青島新前湾集装箱碼頭有限責任公司」の設立に合意し権益の80%を取得した。同合弁会社は、青島前湾南岸の10のバースを管理運営する。
- 2008年、COSCO Pacificが出資し80%の権益を持つ、晋江太平洋ターミナルが正式に開業する。
- 2008年、COSCO Pacificはギリシャピレウス港の第二期、第三期プロジェクトの開発運営に関し、ピレウス港のポート・オーソリティの「Piraeus Port Authority SA」と合意した。
- 2009年3月5日、ギリシャ議会はCOSCO Pacificにピレウス港第2、第3埠頭に関する開発運営の特許を与えることを承認した。
- 2009年6月29日、COSCO Pacificは「大連港集装箱股份有限公司」の8.13%の権益を売却することを「大連港股份有限公司」と合意し署名した。
- 2009年8月27日、COSCO Pacificは親会社の「中国遠洋集団有限公司」に、「中国遠洋物流有限公司」の49%の権益を売却した。
- 2009年10月1日、COSCO Pacificはギリシャピレウス港の第一埠頭の運営を引き継ぐ。

### 2010年代
- 2010年3月30日、COSCO Pacificは「中国遠洋物流有限公司」の権益の売却作業が完了した。
- 2010年4月29日、COSCO Pacificは5億2千万米ドルで「塩田国際集装箱碼頭有限公司」の権益の約10%を買収し、権益を増やすことを公表した。
- 2010年6月1日、COSCO Pacificの子会社が運営するピレウスコンテナターミナルが営業を始める。
- 2010年6月11日、COSCO Pacificは「塩田国際集装箱碼頭有限公司」の権益約10%の買収作業が完了した。COSCO Pacificの権益は約5%から約15%に増えた。
- 2010年6月30日、「塩田国際集装箱碼頭有限公司」はCOSCO Pacificの売却可能金融資産から関連会社に変わった。
- 2011年3月10日、COSCO Pacificと「青島港集団有限公司」は、COSCO Pacificが「青島遠港国際集装箱碼頭有限公司」の権益の50%を取得することに合意した。
- 2011年11月、COSCO Pacificが投資している「廈門遠海集装箱碼頭有限公司」が試験運用を開始する。
- 2012年、COSCO Pacificは3億6千万人民元で「泉州港務集装箱股份有限公司」の権益を71.43%から82.35%へ増やした。
- 2012年、COSCO Pacific、「中海碼頭発展（香港）有限公司」、および「招商局国際有限公司」は3社投資コンソーシアムを創設し、台湾高雄港の高明ターミナル運営会社に1億3500万米ドル出資し、30%の権益を取得することに合意した。権益取得作業は同年12月27日に完了した。3社それぞれの高明ターミナルの実質持株比率は対等の10%とした。
- 2013年、COSCO Pacificは親会社「中国遠洋集団有限公司」から太倉ターミナルの運営会社の権益の39.04%を取得した。
- 2014年、COSCO Pacificの子会社「Piraeus Container Terminal S.A.」とピレウス港ポートオーソリティー「Piraeus Port Authority S.A.」により結ばれた改訂契約書がギリシャ議会の承認を経て正式発効した。
- 2014年、COSCO Pacificは香港葵涌港区のCOSCO-HITターミナルに隣接するACTターミナルの実質持株比率40%を取得した。
- 2014年12月8日、COSCO Pacificはハンセン指数構成銘柄から除外される。
- 2014年12月19日、廈門遠海ターミナルの自動化ターミナルの試験運用が開始される。このターミナルは中国本土における最初の完全電化自動化コンテナターミナル計画であった。
- 2015年9月、COSCO Pacificはトルコアンバルリ港のクンポートターミナルの運営会社「Kumport Liman Hizmetleri ve Lojistik Sanayi ve Ticaret A..」の実質持株比率26%を取得することを公表した。
- 2015年12月、COSCO Pacificは「Kumport Liman Hizmetleri ve Lojistik Sanayi ve Ticaret A..」の株式持分の26%の取得を完了した。
- 2016年3月、COSCO Pacificは「中海港口発展有限公司」の買収と「Florens Container Holdings Limited」の売却が完了する[13]。これにより、COSCO Pacificはコンテナリース事業から撤退することとなる。
- 2016年5月、COSCO Pacific、「ECT Participations B.V.」および「Europe Container Terminals B.V.」は、COSCO Pacificがロッテルダム港の「Euromax Terminal Rotterdam B.V.」の権益の35%を取得するために株式売買を行うことに合意した[13]。
- 2016年7月22日、COSCO Pacificは「中遠海運港口有限公司（COSCO SHIP PORT）」に社名を変更した[13]。
- 2016年9月、COSCO SHIP PORTはロッテルダム港の「Euromax Terminal Rotterdam B.V.」の35%の権益の取得が完了する[13]。
- 2016年10月12日、COSCO SHIP PORTと「APM Terminals B.V.」は、COSCO SHIP PORTが「APM Terminals Vado Holding B.V.」の権益40%の取得するために、完全子会社「COSCO SHIPPING Ports (Vado) Limited」を介して株式売買することに合意した[13]。「APM Terminals Vado Holding B.V.」はイタリアサヴォナのヴァード・リーグレ港で開発中のヴァ―ド・コンテナターミナルの運営会社の親会社である。
- 2017年1月、COSCO SHIP PORT、その完全子会社「上海中海碼頭発展有限公司（SCSTD）」および「青島港国際股份有限公司（QPI）」は、SCSTDの「青島前湾集装箱碼頭有限責任公司(QQCT)」の権益20%を全て売却し、QPIの権益16.82%を新たに取得することに合意する。今回の合意が実施されると、COSCO SHIP PORTとその子会社は、QPIの権益を18.41%を所有することとなる[14]。
- 2017年6月、COSCO SHIP PORT、その完全子会社「COSCO SHIPPING Ports (Spain) Limited」およびスペインの「TPIH Iberia, S.L.U.」は、COSCO SHIPPING Ports (Spain)が「Noatum Port Holdings, S.L.U.」の株式の51%を取得することに合意する。これによりCOSCO SHIP PORTは「Noatum Port Holdings, S.L.U.」が持つ、スペインバレンシア港のコンテナターミナル運営会社「Noatum Container Terminal Bilbao, S.L.」および「Noatum Container Terminal Valencia, S.A.U.」の権益の一部を得ることとなる[15]。
- 2017年8月、大連港のコンテナターミナル運営会社の「大連集装箱碼頭有限公司」、「大連港湾集装箱碼頭有限公司」、「大連国際集装箱碼頭有限公司」の3社と、それらの株主の「大連港集装箱発展有限公司（DPCD）」、「Singapore Dalian Port Investment Pte Ltd（SDPI）」、「PSA China Pte Ltd（PSA China）」、「COSCO Ports (Dalian) Limited（CP Dalian）」、「中海碼頭発展有限公司（CSTD）」、「 中海港口発展有限公司（CSPD）」、「日本郵船株式会社（NYK）」の7社は、前記の大連港のコンテナターミナル運営会社の3社を合併し統合することに合意する。存続会社は「大連集装箱碼頭有限公司」とし、権益が整理再編された後の持分は、DPCD（48.15%）、SDPI（20.75%）、PSA China（5.25%）、CP Dalian（4.35%）、CSTD（10.99%）、CSPD（3.66%）、NYK（6.85%）となる予定である。CP Dalian、CSTD、CSPDは、COSCO SHIP PORTの子会社である[16]。

## 関係会社
以下の一覧は、2016年12月末時点の情報に基づく。2016年中に処分または解散した会社は除いた。
| 会社名 | 登記地             | 資本金                                          | 株主議決権(%)利潤分配率(%) | 主な業務                                     |
| 主たる連結子会社 | 主たる連結子会社   | 主たる連結子会社                                | 主たる連結子会社           | 主たる連結子会社                             |
| --- | ------------------ | ----------------------------------------------- | -------------------------- | -------------------------------------------- |
| 政龍投資有限公司 Cheer Dragon Investment Limited                                                                     | 香港               | HK$3/3株                                        | 間接66.67                  | 投資持株                                     |
| 自豪発展有限公司 Cheer Hero Development Limited                                                                      | 香港               | HK$100,000/10,000株                             | 間接77.00                  | コンテナの荷役、保管、船内荷役               |
| 中海港口発展有限公司 China Shipping Ports Development Co., Limited                                                   | 香港               | HK$8,620,135,795 /5,679,542,724株               | 100.00                     | 投資持株                                     |
| 中海碼頭発展有限公司 China Shipping Terminal Development Co., Limited                                                | 中華人民共和国     | RMB4,286,531,586                                | 間接100.00                 | 投資持株                                     |
| 中遠集装箱服務有限公司 COSCO Container Services Limited                                                              | 香港               | HK$2/2株                                        | 間接100.00                 | 投資持株、コンテナデポの荷役、保管、修理     |
| 中遠太平洋(中国)投資有限公司 COSCO Pacific (China) Investments Co., Ltd.                                             | 中華人民共和国     | US$147,000,000                                  | 100.00                     | 投資持株                                     |
| COSCO Pacific Finance (2013) Company Limited                                                                         | 英領ヴァージン諸島 | US$1/1株                                        | 100.00                     | 融資                                         |
| 中遠太平洋有限公司 （前、中遠碼頭(鎮江港)有限公司） COSCO Pacific Limited                                            | 香港               | HK$1/1株                                        | 100.00                     | 休眠状態                                     |
| COSCO Pacific Nominees Limited                                                                                       | 英領ヴァージン諸島 | US$1/1株                                        | 100.00                     | 代理サービスの提供                           |
| 中遠碼頭(亜洲貨櫃)有限公司 COSCO Ports (ACT) Limited                                                                 | 英領ヴァージン諸島 | US$1/1株                                        | 100.00                     | 投資持株                                     |
| COSCO Ports (Antwerp) NV                                                                                             | ベルギー           | EUR61,500/2株                                   | 間接100.00                 | 投資持株                                     |
| 中遠碼頭(比利時)有限公司 COSCO Ports (Belgium) Limited                                                               | 香港               | HK$1/1株                                        | 100.00                     | 投資持株                                     |
| COSCO Ports (Dalian) Limited                                                                                         | 英領ヴァージン諸島 | US$1/1株                                        | 100.00                     | 投資持株                                     |
| COSCO Ports (Dalian RoRo) Limited                                                                                    | 英領ヴァージン諸島 | US$1/1株                                        | 100.00                     | 投資持株                                     |
| COSCO Ports (Greece) S.à.r.l.                                                                                        | ルクセンブルク     | EUR512,500                                      | 100.00                     | 投資持株                                     |
| COSCO Ports (Guangzhou) Limited                                                                                      | 英領ヴァージン諸島 | US$1/1株                                        | 間接100.00                 | 投資持株                                     |
| COSCO Ports (Holdings) Limited                                                                                       | 英領ヴァージン諸島 | US$1/1株                                        | 100.00                     | 投資持株                                     |
| 中遠碼頭(伊斯坦布爾)有限公司 COSCO Ports (Istanbul) Limited                                                          | 香港               | HK$1/1株                                        | 100.00                     | 投資持株                                     |
| COSCO Ports (Nanjing) Limited                                                                                        | 英領ヴァージン諸島 | US$1/1株                                        | 100.00                     | 投資持株                                     |
| COSCO Ports (Nansha) Limited                                                                                         | 英領ヴァージン諸島 | US$10,000                                       | 66.10                      | 投資持株                                     |
| COSCO Ports (Ningbo Beilun) Limited                                                                                  | 英領ヴァージン諸島 | US$1/1株                                        | 100.00                     | 投資持株                                     |
| 中遠碼頭(巴拿馬)有限公司 COSCO Ports (Panama) Limited                                                                | 英領ヴァージン諸島 | US$1/1株                                        | 100.00                     | 投資持株                                     |
| COSCO Ports (Port Said) Limited                                                                                      | 英領ヴァージン諸島 | US$1/1株                                        | 100.00                     | 投資持株                                     |
| 中遠碼頭(浦東)有限公司 COSCO Ports (Pudong) Limited                                                                  | 英領ヴァージン諸島 | US$1/1株                                        | 100.00                     | 投資持株                                     |
| COSCO Ports (Qianwan) Limited                                                                                        | 英領ヴァージン諸島 | US$1/1株                                        | 100.00                     | 投資持株                                     |
| 中遠碼頭(泉州)有限公司 COSCO Ports (Quanzhou) Limited                                                                | 英領ヴァージン諸島 | US$1/1株                                        | 100.00                     | 投資持株                                     |
| 中遠碼頭(泉州晋江)有限公司 COSCO Ports (Quanzhou Jinjiang) Limited                                                   | 英領ヴァージン諸島 | US$1/1株                                        | 100.00                     | 投資持株                                     |
| 中遠港口(鹿特丹)有限公司 COSCO Ports (Rotterdam) Limited                                                             | 香港               | HK$1/1株                                        | 100.00                     | 投資持株                                     |
| COSCO Ports (Singapore) Limited                                                                                      | 英領ヴァージン諸島 | US$1/1株                                        | 100.00                     | 投資持株                                     |
| 中遠碼頭(台湾高雄)有限公司 COSCO Ports (Taiwan Kaohsiung) Limited                                                    | 香港               | HK$1/1株                                        | 100.00                     | 投資持株                                     |
| COSCO Ports (Tianjin) Limited                                                                                        | 英領ヴァージン諸島 | US$1/1株                                        | 100.00                     | 投資持株                                     |
| COSCO Ports (Tianjin North Basin) Limited                                                                            | 英領ヴァージン諸島 | US$1/1株                                        | 100.00                     | 投資持株                                     |
| 中遠碼頭(廈門海滄)有限公司 COSCO Ports (Xiamen Haicang) Limited                                                      | 英領ヴァージン諸島 | US$1/1株                                        | 100.00                     | 投資持株                                     |
| COSCO Ports (Yangzhou) Limited                                                                                       | 英領ヴァージン諸島 | US$1/1株                                        | 100.00                     | 投資持株                                     |
| 中遠碼頭(営口)有限公司 COSCO Ports (Yingkou) Limited                                                                 | 英領ヴァージン諸島 | US$1/1株                                        | 100.00                     | 投資持株                                     |
| 中遠海運港口(阿布扎比)有限公司 COSCO SHIPPING Ports (Abu Dhabi) Limited                                              | 英領ヴァージン諸島 | US$1/1株                                        | 100.00                     | 投資持株                                     |
| 中遠海運港口管理有限公司 （前、中遠太平洋管理有限公司） COSCO SHIPPING Ports Management Company Limited              | 香港               | HK$2/2株                                        | 100.00                     | 投資持株、管理サービスの提供                 |
| COSCO SHIPPING Ports Treasury Limited (前、CPL Treasury Limited)                                                     | 英領ヴァージン諸島 | US$1/1株                                        | 100.00                     | 財務サービスの提供                           |
| 中遠海運港口(瓦多)有限公司 COSCO SHIPPING Ports (Vado) Limited                                                       | 香港               | HK$1,000/1,000株                                | 100.00                     | 投資持株                                     |
| COSCO SHIPPING Ports (Yangshan) Limited (前、COSCO Ports (Yangshan) Limited)                                         | 英領ヴァージン諸島 | US$1/1株                                        | 100.00                     | 休眠状態                                     |
| Crestway International Limited                                                                                       | 英領ヴァージン諸島 | US$50,000/50,000株                              | 100.00                     | 投資持株                                     |
| Frosti International Limited                                                                                         | 英領ヴァージン諸島 | US$2/2株                                        | 100.00                     | 投資持株                                     |
| 裕利服務有限公司 Greating Services Limited                                                                           | 香港               | HK$250,000/250,000株                            | 間接100.00                 | コンテナの輸送                               |
| 広州南沙海港集装箱碼頭有限公司 Guangzhou South China Oceangate Container Terminal Company Limited                    | 中華人民共和国     | RMB1,928,293,400                                | 間接39.00                  | コンテナターミナルの運営                     |
| 香港海馬発展有限公司 Hong Kong Haima Development Co., Ltd                                                            | 香港               | US$8,553.58/2,001株                             | 間接100.00                 | 休眠状態                                     |
| 晋江太平洋港口発展有限公司 Jinjiang Pacific Ports Development Co., Ltd.                                              | 中華人民共和国     | US$49,900,000                                   | 間接80.00                  | 埠頭の運営                                   |
| 錦州新時代集装箱碼頭有限公司 Jinzhou New Age Container Terminal Co., Ltd.                                            | 中華人民共和国     | RMB320,843,634                                  | 間接51.00                  | 埠頭の運営                                   |
| 連雲港新東方国際貨櫃碼頭有限公司 Lianyungang New Oriental International Terminals Co., Ltd.                          | 中華人民共和国     | RMB470,000,000                                  | 間接55.00                  | 埠頭の運営                                   |
| 連雲港鑫三利集装箱服務有限公司 Lianyungang Xiansanly Container Service Co., Ltd.                                     | 中華人民共和国     | RMB1,000,000                                    | 間接22.00                  | コンテナ検査および補助サービス               |
| Piraeus Container Terminal S.A.                                                                                      | ギリシャ           | EUR77,299,800                                   | 100.00                     | コンテナターミナルの運営                     |
| Plangreat Limited | 英領ヴァージン諸島 | US$100/100株                                    | 100.00                     | 投資持株                                     |
| 泉州太平洋集装箱碼頭有限公司 Quan Zhou Pacific Container Terminal Co., Ltd.                                          | 中華人民共和国     | US$80,770,000                                   | 間接82.35                  | 埠頭の運営                                   |
| 上海中海碼頭発展有限公司 Shanghai China Shipping Terminal Development Co., Ltd.                                      | 中華人民共和国     | RMB622,000,000                                  | 間接100.00                 | 投資持株                                     |
| Win Hanverky Investments Limited                                                                                     | 香港               | HK$100,000/10,000株                             | 100.00                     | 投資持株                                     |
| 廈門海投通達碼頭有限公司 Xiamen Haitou Tongda Terminal Co., Ltd.                                                     | 中華人民共和国     | RMB170,000,000                                  | 間接70.00                  | コンテナターミナルの運営                     |
| 廈門遠海集装箱碼頭有限公司 Xiamen Ocean Gate Container Terminal Co., Ltd.                                            | 中華人民共和国     | RMB1,813,680,000                                | 間接70.00                  | コンテナターミナルの運営                     |
| 揚州遠揚国際碼頭有限公司 Yangzhou Yuanyang International Ports Co., Ltd.                                             | 中華人民共和国     | US$69,600,000                                   | 間接55.59                  | 埠頭の運営                                   |
| 張家港永嘉集装箱碼頭有限公司 Zhangjiagang Win Hanverky Container Terminal Co., Ltd.                                  | 中華人民共和国     | US$36,800,000                                   | 間接51.00                  | コンテナターミナルの運営                     |
| 主たる合弁会社 |                    |                                                 |                            |                                              |
| Aisa Container Terminals Holdings Limited                                                                            | ケイマン諸島       | HK$1/1,000株                                    | 20.00                      | 投資持株                                     |
| 中遠－国際貨櫃碼頭(香港)有限公司 COSCO-HIT Terminals (Hong Kong) Limited                                             | 香港               | HK$20/A株2株 HK$20/B株2株 HK$40/5%配当優先株4株 | 50.00                      | コンテナターミナルの運営                     |
| 中遠－HPHT亜洲貨櫃碼頭有限公司 COSCO-HPHT ACT Limited                                                                | 英領ヴァージン諸島 | US$1,000/1,000株                                | 50.00                      | コンテナターミナルの運営                     |
| COSCO-PSA Terminal Private Limited                                                                                   | シンガポール       | SG$65,900,000                                   | 50.0049.00                 | コンテナターミナルの運営                     |
| 大連大港中海集装箱碼頭有限公司 Dalian Dagang China Shipping Container Co., Ltd.                                      | 中華人民共和国     | RMB7,500,000                                    | 35.00                      | コンテナターミナルの運営                     |
| 大連国際集装箱碼頭有限公司 Dalian International Container Terminal Co., Ltd.                                         | 中華人民共和国     | RMB1,400,000,000                                | 40.00                      | コンテナターミナルの運営                     |
| Euro-Asia Oceangate S.à.r.l.                                                                                         | ルクセンブルク     | US$30,000                                       | 40.00                      | 投資持株                                     |
| 連雲港港鉄国際集装箱多式聯運有限公司 Lianyungang Port Railway International Container Multimodal Transport Co., Ltd. | 中華人民共和国     | RMB3,400,000                                    | 30.00                      | 物流                                         |
| 広州港南沙港務有限公司 Nansha Stevedoring Corporation Limited of Port of Guangzhou                                   | 中華人民共和国     | RMB1,260,000,000                                | 40.00                      | コンテナターミナルの運営                     |
| 寧波遠東碼頭経営有限公司 Ningbo Yuan Dong Terminals Limited                                                          | 中華人民共和国     | RMB2,500,000,000                                | 20.00                      | コンテナターミナルの運営                     |
| Panama International Terminals, S.A.                                                                                 | パナマ             | 無額面価格/300株                                | 50.00                      | 休眠状態                                     |
| Piraeus Consolidation and Distribution Centre S.A.                                                                   | ギリシャ           | EUR1,000,000                                    | 60.0050.00                 | LCL貨物の混載・荷捌き作業                    |
| 青島港董家口鉱石碼頭有限公司 Qingdao Port Dongjiakou Ore Terminal Co., Ltd.                                          | 中華人民共和国     | RMB1,400,000,000                                | 22.2225.00                 | 鉱石埠頭の運営                               |
| 青島前湾集装箱碼頭有限責任公司 Qingdao Qianwan Container Terminal Co., Ltd.                                          | 中華人民共和国     | US$308,000,000                                  | 18.1820.00                 | コンテナターミナルの運営                     |
| 青島前湾智能集装箱碼頭有限公司 Qingdao Qianwan Intelligent Container Terminal Co., Ltd.                              | 中華人民共和国     | RMB642,000,000                                  | 20.00                      | コンテナターミナルの運営                     |
| 広西欽州国際集装箱碼頭有限公司 Qinzhou International Container Terminal Co., Ltd.                                    | 中華人民共和国     | RMB500,000,000                                  | 40.00                      | コンテナターミナルの運営                     |
| 上海浦東国際集装箱碼頭有限公司 Shanghai Pudong International Container Terminals Limited                             | 中華人民共和国     | RMB1,900,000,000                                | 30.00                      | コンテナターミナルの運営                     |
| 天津港欧亜国際集装箱碼頭有限公司 Tianjin Port Euroasia International Container Terminal Co., Ltd.                    | 中華人民共和国     | RMB1,260,000,000                                | 28.6030.00                 | コンテナターミナルの運営                     |
| 廈門海滄保税港区集装箱査験服務有限公司 Xiamen Haicang Free Trade Port Zone Container Inspection Co., Ltd.            | 中華人民共和国     | RMB10,000,000                                   | 33.3322.40                 | コンテナの船内荷役、保管、検査、補助サービス |
| 営口集装箱碼頭有限公司 Yingkou Container Terminals Company Limited                                                   | 中華人民共和国     | RMB8,000,000                                    | 57.1450.00                 | コンテナターミナルの運営                     |
| 営口新世紀集装箱碼頭有限公司 Yingkou New Century Container Terminal Co., Ltd.                                        | 中華人民共和国     | RMB40,000,000                                   | 40.00                      | コンテナターミナルの運営                     |
| 主たる関連会社 |                    |                                                 |                            |                                              |
| Antwerp Gateway NV                                                                                                   | ベルギー           | EUR17,900,000                                   | 20.00                      | コンテナターミナルの運営                     |
| APM Terminals Zeebrugge NV                                                                                           | ベルギー           | EUR35,000,010/3,500,001株                       | 24.00                      | コンテナターミナルの運営                     |
| COSCO Shipping Terminals (USA) LLC （前China Shipping Terminals (USA) LLC）                                          | 米国               | US$200,000                                      | 40.00                      | 投資持株                                     |
| 大連汽車碼頭有限公司 Dalian Automobile Terminal Co., Ltd.                                                            | 中華人民共和国     | RMB320,000,000                                  | 24.00                      | 自動車専用ターミナルの建設、運営             |
| 大連港湾集装箱碼頭有限公司 Dalian Port Container Terminal Co., Ltd.                                                  | 中華人民共和国     | RMB730,000,000                                  | 20.00                      | コンテナターミナルの運営                     |
| Damietta International Port Company S.A.E                                                                            | エジプト           | US$200,000,000/20,000,000株                     | 20.00                      | コンテナターミナルの運営                     |
| Dawning Company Limited                                                                                              | 英領ヴァージン諸島 | US$200/A株200株 US$800/B株800株                 | 20.00                      | 投資持株                                     |
| Euromax Terminal Rotterdam B.V.                                                                                      | オランダ           | EUR65,000/A株65,000株 EUR35,000/B株35,000株     | 35.00                      | コンテナターミナルの運営                     |
| 江蘇長江石油化工有限公司 Jiangsu Yantze Petrochemical Co., Ltd.                                                      | 中華人民共和国     | RMB219,635,926                                  | 30.40                      | オイルターミナルの運営                       |
| 高明貨櫃碼頭股份有限公司 Kao Ming Container Terminal Corp.                                                           | 台湾               | TW$6,800,000,000                                | 20.00                      | コンテナターミナルの運営                     |
| 南京港龍潭集装箱碼頭有限公司 Nanjing Port Longtan Container Co., Ltd.                                                | 中華人民共和国     | RMB1,544,961,839                                | 16.14                      | コンテナターミナルの運営                     |
| 寧波梅山保税港区新海湾碼頭経営有限公司 Ningbo Meishan Bonded Port New Habour Terminal Operating Co., Ltd.            | 中華人民共和国     | RMB200,000,000                                  | 20.00                      | コンテナターミナルの運営                     |
| 秦皇島港新港湾集装箱碼頭有限公司 Qinhuangdao Port New Habour Container Terminal Co., Ltd.                            | 中華人民共和国     | RMB400,000,000                                  | 30.00                      | コンテナターミナルの運営                     |
| 上海明東集装箱碼頭有限公司 Shanghai Mingdong Container Terminals Limited                                             | 中華人民共和国     | RMB4,000,000,000                                | 20.00                      | コンテナターミナルの運営                     |
| Sigma Enterprises Limited                                                                                            | 英領ヴァージン諸島 | US$2,005/A株2,005株 US$8,424/B株8,424株         | 16.49                      | 投資持株                                     |
| Suez Canal Container Terminal S.A.E.                                                                                 | エジプト           | US$185,625,000/1,856,250株                      | 20.00                      | コンテナターミナルの運営                     |
| 太倉国際集装箱碼頭有限公司 Taicang International Container Terminal Co., Ltd.                                        | 中華人民共和国     | RMB450,800,000                                  | 39.04                      | コンテナターミナルの運営                     |
| 天津五洲国際集装箱碼頭有限公司 Tianjin Five Continents International Container Terminal Co., Ltd.                    | 中華人民共和国     | RMB1,145,000,000                                | 28.00                      | コンテナターミナルの運営                     |
| Wattrus Limited | 英領ヴァージン諸島 | US$32/A株32株 US$593/B株593株                   | 5.12                       | 投資持株                                     |